# ダビッド・ソルダゼ
ダビッド・ソルダゼ（Davyd Saldadze、1978年2月15日 - ）は、ウクライナ、ウズベキスタンのレスリング選手。2000年シドニーオリンピックレスリンググレコローマンスタイル97kg級の銀メダリストである。
ソルダゼは、2004年アテネオリンピックではグレコローマンスタイル96kg級に出場しているが、予選で1勝もすることなく敗退している。さらに、2006年以降はウズベキスタン代表として国際大会に出場。2008年北京オリンピックではグレコローマンスタイル120kg級に出場し、初戦敗退に終わった。

## 実績
- オリンピック
  - 2000年シドニーオリンピック 銀メダル
- 世界選手権
  - 3位 1998年
- ヨーロッパ選手権
  - 3位 2002、2003年
- アジア選手権
  - 3位 2008年